# Прозоровский, Михаил Андреевич Лугвица
Князь Михаил Андреевич Прозоровский по прозванию Лугвица  (годы рождения и смерти неизвестны) — воевода в правление великих князей Ивана III Васильевича, Василия III Ивановича и Ивана IV Васильевича.
Представитель ярославского княжеского рода Прозоровских. Старший сын родоначальника, воеводы, князя Андрея Ивановича Прозоровского, погибшего в Суздальском бою с ханом Мамутеком. Братья — князья Фёдор Андреевич Прозоровский и Иван Андреевич Пуговица Прозоровский.

## Биография
Показан в детях боярских. В январе 1495 года послан шестым в Вильно с боярами, в свите дочери Ивана III Васильевича  — княжны Елены Ивановны для бракосочетания с великим литовским князем Александром Ягеллончиком.
1507 год  — воевода полка правой руки русской рати в походе на северские владения Великого княжества Литовского
1527 год — прибавочный воевода, стоящих на берегу, во время похода из Коломны на Лужу.
1528 год — третий воевода в Нижнем Новгороде
1529 год — третий воевода в Калуге. В том же году — третий воевода в Нижнем Новгороде
1531 год — по приказу великого князя, выступил из Серпухова в Тулу, где стал первым воеводой, затем был переведен вторым воеводой в Серпухов.
1532 год — второй воевода под Корочевым в устье Москвы-реки
1540 год — второй воевода полка левой руки в Коломне. В том же году был назначен вторым воеводой большого полка на реке Угра. В том же 1540 году — второй воевода в Костроме, откуда был переведен в Плёс.
Умер бездетным.